# Intermeccanica
Intermeccanica es una marca de automóviles creada en 1959 por el canadiense de origen Húngaro Frank Reisner. Durante sus primeros años sus instalaciones se situaron en la ciudad italiana de Turín, pasando años después a diversas localizaciones en los Estados Unidos hasta instalarse en Vancouver, Canadá, donde se encuentra actualmente la sede de la empresa.
A lo largo de sus más de 50 años de historia han hecho preparaciones deportivas y de competición, labores de carrocería para marcas y particulares y, sus modelos propios, animados casi siempre por mecánicas americanas, pero con una carrocería de estilo italiano.
Hoy en día la empresa centra su labor en la fabricación de réplicas personalizadas del mítico Porsche 356 y del todoterreno militar Volkswagen Kübelwagen.

## Los orígenes

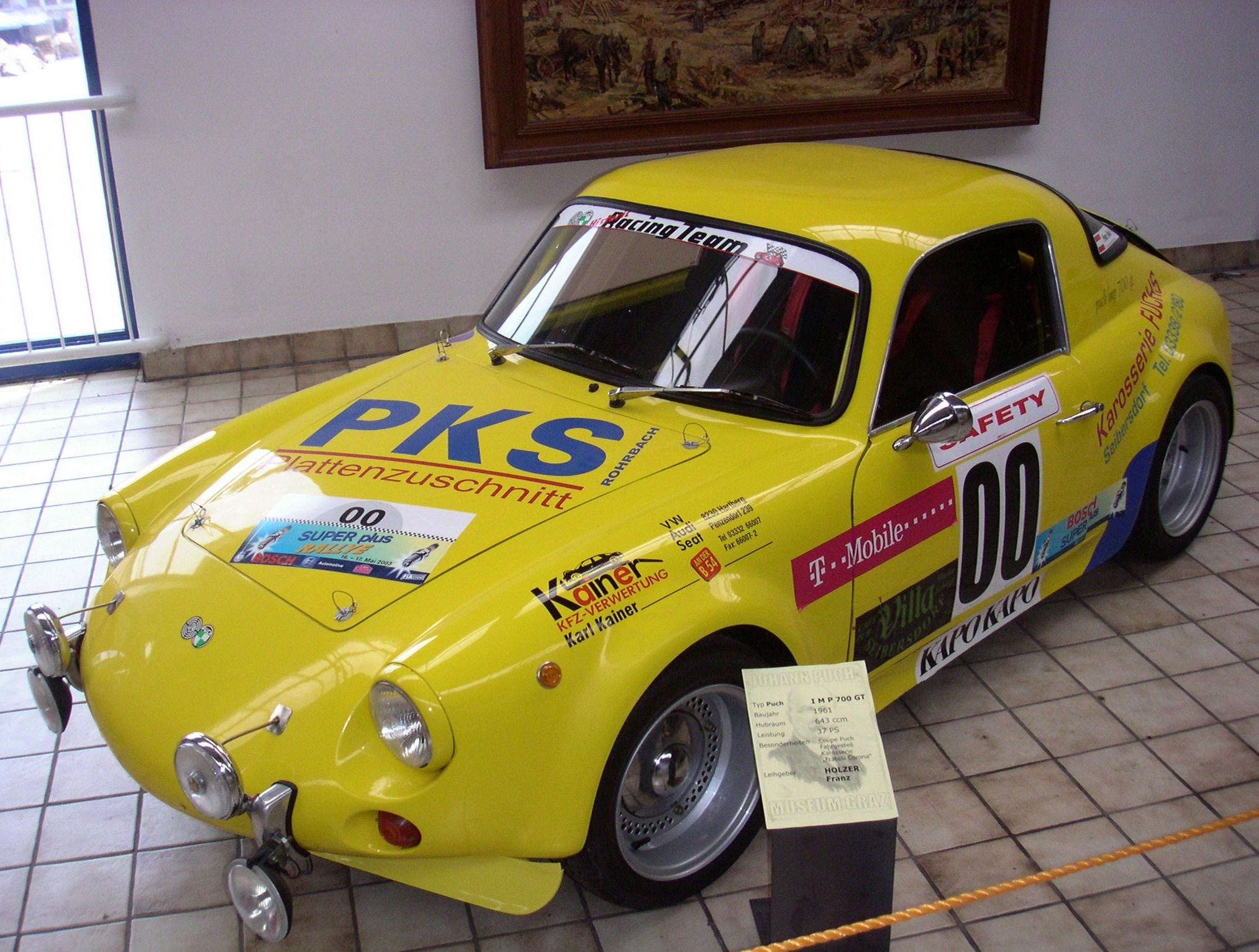
Intermeccanica-Puch GT Coupé de 1961.

El origen de Intermeccanica se remonta a 1959, cuando Frank Reisner fundó en Turín la Construzione Automobili Intermeccanica.
Nacido en Hungría en 1932, Frank Reisner dejó su país junto a sus padres a la temprana edad de siete años para trasladarse a Canadá, donde tuvo su primer contacto con la industria del automóvil trabajando en una fábrica de pintura de coches. En 1957 se casó con Paula, quien compartía su pasión por el mundo del motor. Juntos construyeron su primer deportivo, con el que participaron en diversas competiciones hasta que, tras un viaje por Europa, decidieron mudarse a Italia, tierra más propicia para trabajar en automóviles.
En un principio se instalaron en Roma, donde Reisner trabajó para Giannini diseñando chasis de competición, para pasar poco después a fundar su propia empresa en Turín.
Como logo para la marca eligió el toro rampante, símbolo de la ciudad de Turín.[cita requerida]

## Primeros trabajos
Como tantos otros constructores de su tiempo, Intermeccanica inició su andadura comercializando kits de potenciación para modelos de gran difusión. Las cosas comenzaron a ponerse más serias cuando en 1960 construyeron un prototipo de Fórmula Junior con motor un Peugeot preparado por Conrero que destacó por ser uno de los primeros modelos de aquella competición con motor central. 
Ese mismo año Intermeccanica fabricó su primer biplaza en colaboración con la polifacética Steyr- Puch, este fue el IMP (abreviatura de Intermeccanica-Puch) un pequeño automóvil con chasis de aluminio y motor Daimler-Puch de 500cc que podía alcanzar una velocidad máxima de 160 km/h (99 mph).
Se fabricaron 21 unidades de este modelo, que destacó por la victoria en su clase en las 24 Horas de Nürburgring.
Tras este prometedor comienzo, la empresa americana International Motor Cars les encargó el diseño de un nuevo modelo, un deportivo de nombre Apollo GT que utilizaría como planta motriz el V8 de Buick. Del diseño de la carrocería se encargaron Franco Scaglione y Ron Plescia. Se fabricaron 90 en especificación coupe y 11 cabrios.
Después se propuso una versión 2+2, de la que se construyó un prototipo que recibiría elogios en el Salón del Automóvil de New York, aunque nunca llegó a producirse en serie, existiendo solo dos unidades.
En 1965 sale a la luz el Veltro, un prototipo sobre la base del Ford Anglia que perfila las líneas de los posteriores modelos de la marca, si bien estos serán algo más conservadores en sus formas. Aquel mismo año se daría a conocer una de las transformaciones más famosas de la marca: el Mustang Station Wagon, por el cual Ford mostró bastante interés, aunque al final su producción fue descartada. Otro proyecto americano que acabó demasiado pronto fue el del Omega, un deportivo que habría de ser fabricado con el apoyo económico del estadounidense Jack Griffith, aunque lamentablemente su empresa quebró apenas comenzada la producción, con lo que solo se fabricaron 33 gracias a Steve Wilder, un cliente de Griffith que tomó el mando del proyecto y mandó fabricar los coches que faltaban en la empresa Holman & Moody, de Carolina del Norte.[cita requerida]

## Los grandes proyectos
Finalmente, en 1966 Intermeccanica comienza a fabricar sus propios modelos de manera estable gracias a la aparición de un distribuidor potente en Estados Unidos. El primer modelo fue el Torino, posteriormente rebautizado como Italia, que se convertiría en el modelo más conocido de los fabricados antes de empezar con las réplicas. Este automóvil estaba dotado del potente motor V8 de Ford y se esperaba una producción de algo más de 100 unidades al año hasta un total de 500 que se esperaba alcanzar en 1970. 
El siguiente modelo diseñado por la marca fue el Phoenix, encargado por la compañía Fitch, del que se construyó un prototipo.
Ya en 1967, la marca de Turín se aventuró con el que sería el segundo Station Wagon que saldría de sus talleres: el Murena. No obstante este era un proyecto distinto al del Mustang, al tratarse de un modelo de diseño 100% Intermeccanica. Se fabricaron once unidades de este peculiar y lujoso automóvil, destinadas todas ellas a un distribuidor americano.
En 1970 se comenzó a comercializar el Italia en Europa, teniendo un gran éxito en Alemania, donde era distribuido por Erich Bitter, quien llegaría a tener su propia marca de automóviles. Ese mismo año se presentó en el alón de Turín el Italia IMX, una versión mejorada del Italia fácilmente distinguible por su estética más agresiva y su frontal con faros dobles.[cita requerida]

## Squire SS-100, la primera réplica
Entre 1970 y 1975 Intermeccanica fabricó una réplica del Jaguar SS-100 para la empresa Auto Importers Inc, de Philadelphia. Esta fue la primera réplica fabricada por la marca, de la que se produjeron exactamente cincuenta unidades en colores rojo, amarillo y blanco.
Los Squire montaban un motor Ford de 250 pulgadas cúbicas asociado a una caja de cambios manual de cuatro marchas o a una automática de tres, también ambas de Ford.
La carrocería estaba fabricada en fibra de vidrio y el interior iba tapizado en símil cuero de color negro y llevaba una completa instrumentación Jaeger.
A pesar de tratarse de una réplica, por su calidad y escasez el Squire es considerado un auténtico automóvil de colección.[cita requerida]

## Traslado a los Estados Unidos
Tras el éxito del Intermeccanica Italia, en 1971 la marca se enfrascó en un nuevo proyecto: el Centaur. Se trataba de un prototipo con carrocería tipo sedán de tres puertas del que tan solo se fabricó una unidad. Este modelo estaba animado por una mecánica de GM, en lo que supuso un acuerdo de colaboración entre Opel (GM Europa) e Intermeccanica que daría sus frutos en el Indra, un coupe con motor Chevrolet 351 que podría haber sido el siguiente best seller de la marca, de no ser porque GM cortó el suministro de motores en 1974, cuando apenas se habían fabricado 125 unidades, dando un grave revés a la marca. 
En 1975 Reisner decidió que era el momento de dar un golpe de timón en la gestión de la marca y comenzó a buscar un nuevo emplazamiento para una fábrica más grande. La población seleccionada fue la ciudad de San Bernardino, California, donde el Concilio para el Desarrollo Económico prometía una gran financiación para la empresa automovilística que se instalase en sus tierras. Así, Frank Reisner volvió al continente americano, acompañado por su esposa y sus tres hijos. Antes de dejar Turín la marca fabricó sus últimos automóviles italianos: dos Indra equipados con motor Ford que fueron cuidadosamente empaquetados y cargados junto al resto de material de la fábrica para ser enviados a California.
Parecía que se aproximaba una época dorada para la marca del toro rampante pero, nada más desembarcar en los Estados Unidos, informaron a Reisner de que el gobierno federal se negaba a dar cualquier tipo de financiación o subvención a la marca. Ahora resultaba imposible echarse atrás, ya que la fábrica de Italia había sido desmantelada y su maquinaria estaba esperando en el puerto donde además todas las posesiones de Intermeccanica habían sido confiscadas indefinidamente.
Como es de suponer esto supuso la completa debacle económica de la firma. Reisner se vio obligado a pagar los carísimos gastos de la mudanza de la fábrica a tierras americanas, además de las deudas que aún acumulaba en Italia y que tendrían que haberse pagado con el dinero que generase la empresa en Estados Unidos. Al acabar este proceso Frank Reisner estaba arruinado. De la antaño rentable empresa a la que tanto trabajo y tantos años había dedicado solo quedaban quinientos dólares en su bolsillo y un Indra. Uno de aquellos dos últimos fabricados en Italia, única posesión de la empresa que consiguió salvar del decomiso portuario.[cita requerida]

## Intermeccanica en Estados Unidos
Tras llegar a Estados Unidos Frank Reisner decidió refundar la marca, orientando la producción hacia la fabricación de réplicas del Porsche 356.
Como primera medida Reisner vendió el Indra (su posesión más valiosa en aquel momento) y se instaló en Los Ángeles, donde alquiló un 356 para estudiar a fondo cada una de sus curvas para el diseño de su réplica.
Una vez construido el primer prototipo y el coche-herramienta, formó sociedad con el empresario Tony Baumgartner para producir en serie su Speedster, naciendo la Automobili Intermeccanica, que produjo unas 600 réplicas sobre base Volkswagen antes de que la empresa fuese vendida a Classic Motor Carriages, en Florida.
Después de esta operación Reisner había demostrado que aún podía producir automóviles de éxito, y lo que es más importante, había logrado salir de la ruina.
Durante los años siguientes produciría un par de nuevos diseños, como un kit de transformación en cabrio para el Ford Mustang que se ofrecía como opción en los concesionarios Ford o una nueva réplica del 356, esta vez del modelo Convertible “D” de 1959.

## Intermeccanica hoy
En 1982 Frank Reisner acometió la que sería la cuarta gran mudanza de su vida, trasladándose a Vancouver, Canadá, donde fundó la Intermeccanica International Inc. Empresa dedicada al negocio de las réplicas, cuya rentabilidad ya había sido demostrada en los Estados Unidos. El primer modelo de la nueva empresa fue el Roadster RS, otra réplica del 356 aunque con un diseño nuevo, ya que se abandonó el chasis del escarabajo a favor de una nueva estructura tubular y posteriormente se sustituyó el motor Volkswagen por el 6 cilindros del Porsche 911.
Actualmente Intermeccanica ofrece varias versiones de su ya famosa réplica del 356, incluida una con mecánica turbo, además de una novedosa y muy conseguida réplica del Volkswagen Kubelwagen de la IIGM.